# Bjuråkers GIF
Bjuråkers GIF  är en idrottsförening i Bjuråker i Sverige. Klubben bildades den 26 november 1952.
Damfotbollslaget spelade i Sveriges högsta division 1978.

### Fotnoter
1. ↑  ”Fakta om Bjuråkers GIF”. BK Skottfint. Arkiverad från originalet den 8 februari 2015. https://web.archive.org/web/20150208135556/http://www.skottfint.nu/skottfint.nsf/StatisticsByTeam%21ReadForm%26M%3D1%26Lag%3DBjur%C3%A5kers%20GIF%26Click%3D. Läst 8 februari 2015.
2. ↑  Jimmy Lindahl (26 februari 2004). ”Maratontabell för högsta damserien 1978-2003”. Bolletinen. http://www.bolletinen.se/sfs/pdf/stat_d_maraton_1978_2003_maratontab_f_hogsta_damserien.pdf. Läst 14 oktober 2013.